# Ellez
Ne doit pas être confondu avec Ellé.
L'Ellez ou Éllez est une rivière du Finistère, affluent du fleuve côtier l'Aulne.

## Géographie
La longueur de son cours d'eau est de 28,1 km.
Il prend sa source dans les monts d'Arrée à Saint-Rivoal, juste au-dessus de Brasparts à 290 m d'altitude, et à 1 km au nord-ouest du Ménez Mikael (381 m) et de la chapelle du mont Saint-Michel de Brasparts. Il coule alors globalement du nord-ouest vers le sud-est en s'éloignant de la pointe du Finistère : a contrario de l'Aulne qui coule vers la pointe du Finistère.

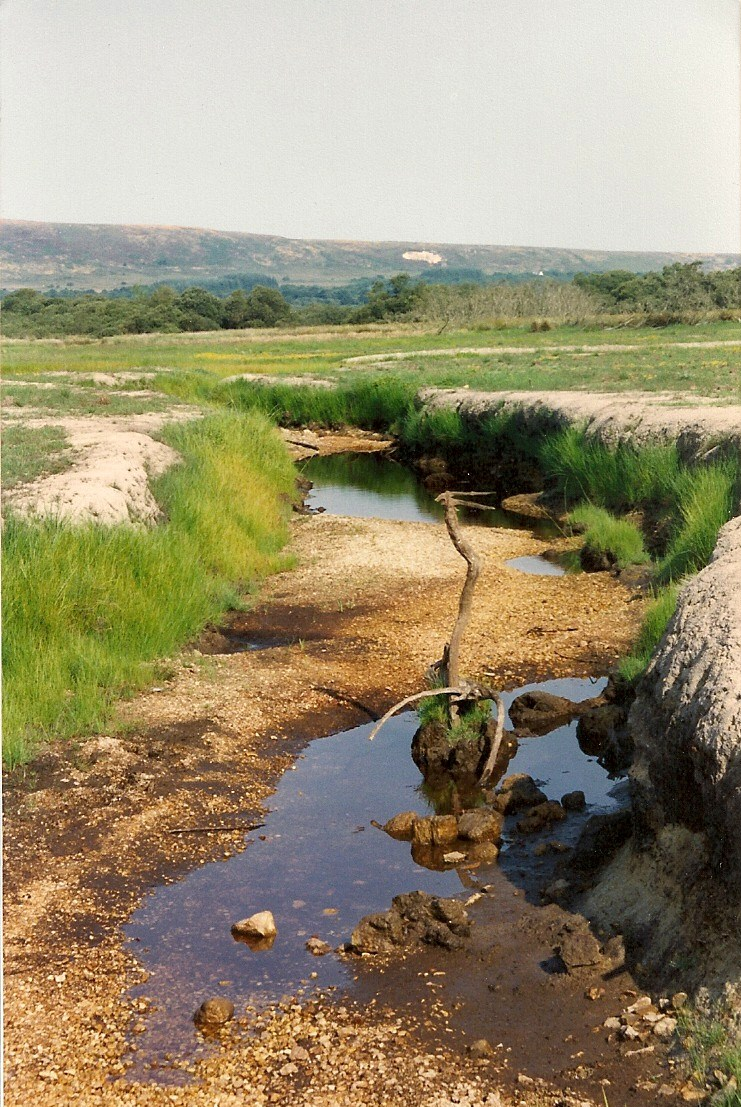
L'Ellez à sec (pendant un été sec) près de sa source.

Puis, traversant le marais du Yeun Elez, il alimente le réservoir de Saint-Michel à 220 m, d'où il sort avec un débit moyen de 1,1 m3/s, puis la retenue du Rusquec (218 m) qui alimente l'usine hydroélectrique de Saint Herbot sur la commune de Loqueffret d'où il ressort à 95 m après 336 m dans une conduite. L'ancien cours empruntait le chaos du Rusquec, où il formait une cascade très célèbre au XIXe et début du XXe siècle.

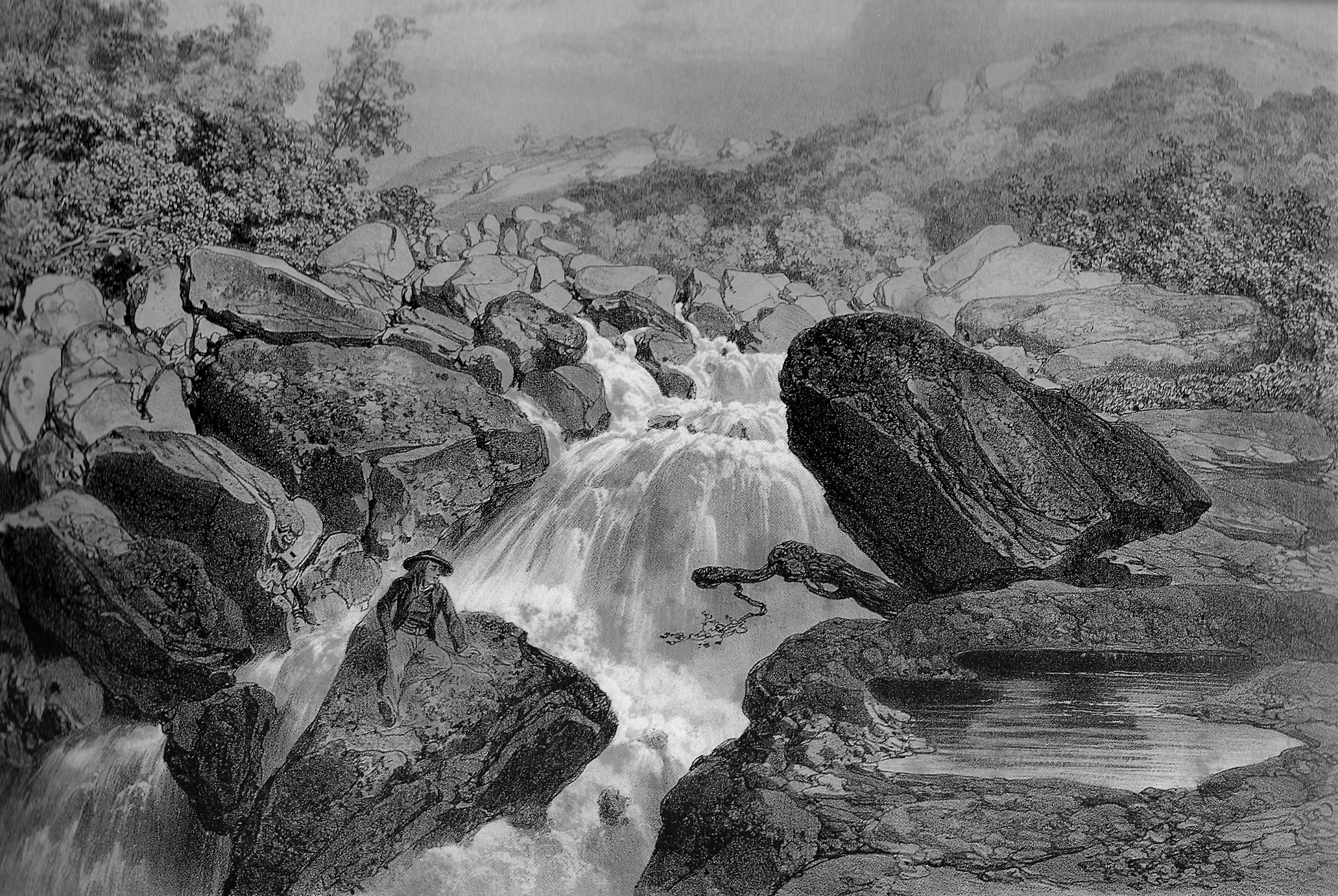
Cascade près de Saint-Herbot (dessin publié dans Félix Benoist, "La Bretagne contemporaine", tome "Finistère", 1867).

La vallée de l'Ellez s'écoule ensuite, parfois encaissée de plus de 70 m, le long de la limite communale sud de Plouyé. Il se jette dans l'Aulne à Pénity-Saint-Laurent (Landeleau), à l'intersection des limites communales de Plouyé, Landeleau et Kergloff.

## Toponymie
Autrefois l'Ellez s'appelait Taël à la sortie des marais de Botmeur, elle tirait son nom de l'adjectif ta (v)el (calme, silencieux). Le lieu-dit Nestavel a conservé cette appellation: le hameau proche de la tavel, la rivière calme, silencieuse. L'origine du nom actuel reste incertaine : pour certains, le toponyme proviendrait d’elestr (« iris » en breton, plante palustre poussant en un lieu humide), donc le « marais », pour d'autres, qui s'appuient sur une légende, le nom proviendrait de Ster an Elez, « rivière des anges » : l’Ellez prend sa source dans le Yeun Elez, et c’est dans ce lieu sinistre que les montagnards de l'Arrée situaient autrefois les portes de l'Enfer qui débouchait là dans une des fondrières de tourbe appelée le Youdig ; et les anges par conséquent, pour venir y délivrer les âmes captives des défunts, devaient remonter la rivière qui passe tout près de Saint-Herbot ». Plus probablement, le nom signifie en breton « eau sombre » ou « onde sombre », si l'on en croit Onésime Reclus ; le même nom est aussi porté par l'Ellé, parfois aussi orthographié Elez ou Ellez cours d'eau qui passe au Faouët et forme, avec l'Isole, la Laïta à hauteur de Quimperlé. Dans le département de la Manche, l'Elle a la même origine toponymique, ainsi que l'Elle affluent de la Vézère en Corrèze. L'Ille, affluent de la Vilaine et cours d'eau éponyme du département d'Ille-et-Vilaine a aussi probablement la même origine toponymique.

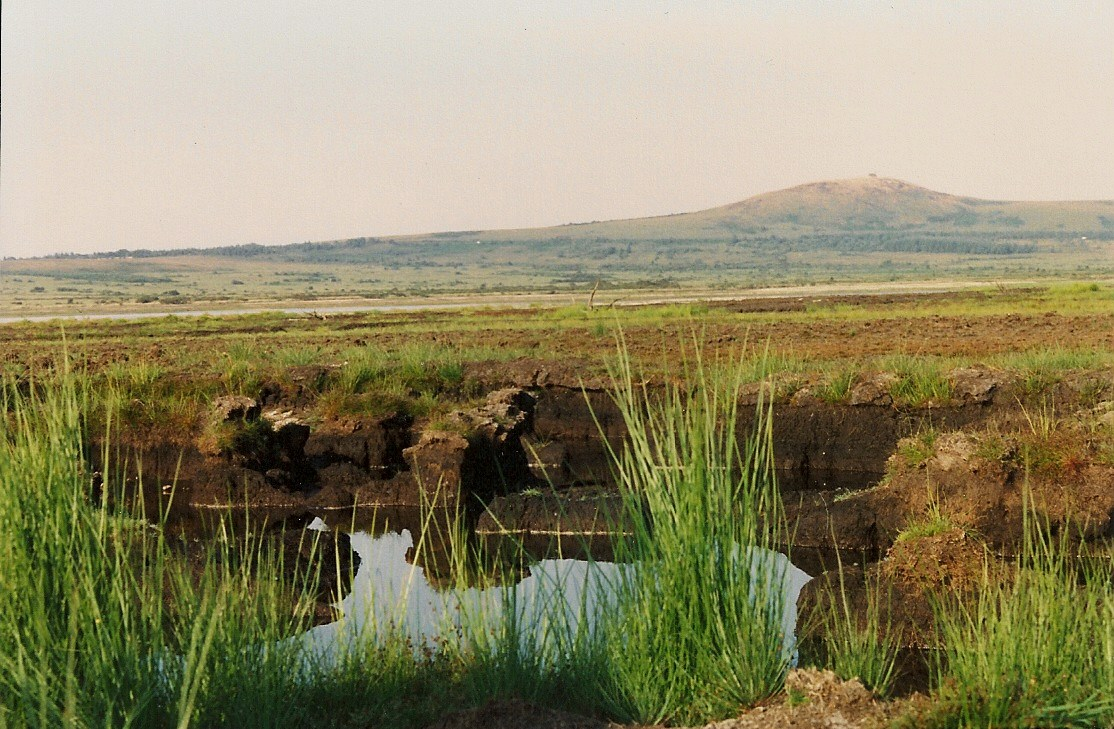
L'Ellez près de sa source dans la traversée du marais du Yeun Elez en amont du réservoir de Saint-Michel ; à l'arrière-plan le mont Saint-Michel-de-Brasparts.

Charles Le Goffic, dans Croc d'argent a ainsi décrit la vallée de l'Ellez : « C’est le val d'Ellez, plein d’odorantes bouffées, où l’on marche, ébloui, dans un conte de fées ». Paul Joanne fait remarquer que l'Ellez ne traverse pas un seul village.

### Département, communes et cantons traversés
Dans le seul département du Finistère, l'Ellez traverse, de l'amont à l'aval, neuf communes : Saint-Rivoal (source), Brasparts, Botmeur, Brennilis, Loqueffret, Plonévez-du-Faou, Collorec, Plouyé et Landeleau (confluence avec l'Aulne).
Soit en termes de cantons, l'Ellez prend sa source dans le canton de Pleyben, traverse et conflue dans les canton de Châteauneuf-du-Faou et canton d'Huelgoat.

### Bassin versant
Son bassin versant est de 138 km2 ou 138 km2. L'Ellez traverse une seule zone hydrographique « L'Elez et ses affluents » (J362) de 138 km2. Ce bassin versant est constitué à 60,02 % de « territoires agricoles », à 31,32 % de « forêts et milieux semi-naturels », à 3,88 % de « zones humides », à 3,20 % de « surfaces en eau », à 1,24 % de « territoires artificialisés ».

## Le Yeun Elez
Ce marais, situé au cœur des monts d'Arrée, est alimenté en eau et drainé par l'Ellez et ses premiers affluents. L'exploitation de la tourbe y a longtemps été importante. Ce marais est désoramis partiellement sous les eaux du Réservoir de Saint-Michel. Il est à l'origine de nombreuses légendes dont celles de l'Ankou, du Youdig et des Portes de l'Enfer.

## Affluents
- Le Stêr-Red et le Roudouhir (dans le réservoir de Saint-Michel.)
- Le Roudoudour (conflue avec l'Ellez juste en aval du site nucléaire de Brennilis)
- L'Hoaz-Glaz à Kermarc (Loqueffret)
- Trois ruisseaux à Kernizan (Plouyé), Guiher Vihan (Collorec) et  Kernadet (Plouyé)

## Histoire

### La mulette perlière
L'Ellez était jusque dans la première moitié du XXe siècle connue pour l'abondance de la mulette perlière (Margaritifera margaritifera en latin), mollusque bivalve qui vit en eau douce et dont le manteau noir des coquilles contraste avec l’intérieur couleur nacre. En breton, elle est dénommée mesklet dour douc. Le journal Le Figaro note en 1892 que « les moules à perles vivent encore dans certains cours d'eau en grande quantité, notamment aux environs de Quimper », mais note déjà leur raréfaction. Le journal Ouest-Éclair les évoque en 1921, donnant comme exemples de localisation Le Faouët, le Stang-Alar près de Quimper, etc., signe qu'elles étaient encore assez nombreuses à cette date.
La mulette perlière vit essentiellement dans des cours d'eau vifs et riches en limon, dont la température ne dépasse pas les 13 ou 14 °C et  qui s'écoulent sur des roches siliceuses. Ce mollusque filtre l’eau des cours d’eau et se nourrit des particules organiques qui s’y trouvent. Adulte, elle est quasiment sédentaire et vit partiellement enfouie dans des fonds de sables et de graviers. l’espèce a été victime d’une surpêche intensive en raison des perles très prisées à l’époque.
L'espèce est aussi très dépendante de poissons-hôtes, des salmonidés comme la truite fario (Salmo trutta fario) et le saumon (Salmo salar), la larve de la mulette se fixant pendant plusieurs semaines aux branchies de son hôte pour pouvoir survivre. La raréfaction de ces poissons-hôtes qui peut vivre plus d'un siècle peut être fatale à la mulette perlière. Classée espèce menacée de disparition en Europe depuis 2008, très sensible aux diverses pollutions des eaux par eutrophisation ou à la transformation physique des cours d’eau et des rives en particulier et à la modification de l’écoulement, la plantation de certaines essences d’arbres en bordure qui provoque une déstabilisation des berges et une augmentation de l’acidité, elle n'est plus présente que dans de rares cours d'eau dont L'Ellez, mais menacée d'extinction. Un programme de repeuplement de l'Ellez en mulettes perlières, avec le soutien de l'Union européenne se déroule jusqu'en 2016. Un "Plan national d'actions de la mulette perlière" (version préliminaire 2010-05-30) vient d'être mis en place. Ce programme n'en est qu'à ses débuts : les populations de la mulette perlière de l’Ellez font actuellement l’objet d’un suivi afin de déterminer les raisons du non-renouvellement de ses populations.
Des études en génétique des populations ont permis de démontrer que la population de la rivière Ellez en Finistère montrait une différenciation exceptionnelle mais une très faible variabilité génétique. Celle-ci peut être expliquée par l’isolement de cette population depuis plusieurs dizaines de millions d’années dans l’ouest de la Bretagne et depuis un million d’années dans la dépression géographique locale, le Yeun Elez.
La reconquête passe par le haut Ellez, principal gisement en Finistère, qui représente à lui seul 31 % des effectifs du Massif armoricain. Une étude de Bretagne vivante a pourtant révélé que sur les 2 000 mulettes recensées sur ce cours d'eau à la fin des années 1990, il n'en restait plus que 500 en 2004. Pour inverser la tendance, la solution envisagée est donc de mettre en œuvre une station d'élevage de mulettes perlières sur le site de la salmoniculture du Favot, à Brasparts. Concrètement, des truites fario, élevées sur le site, seraient infectées avec des larves de mulettes, avant d'être rejetées dans le Haut-Ellez.

### Les moulins
Au XIXe siècle, 24 moulins jalonnaient le cours de l'Ellez et de ses affluents ; la plupart ont disparu, comme le moulin du Rusquec ou ont été reconvertis en maisons d'habitation comme le moulin de Kerstrat à Brennilis, le moulin de Mardoul entre Brennilis et Loqueffret sur l'Ellez même, l'un des deux moulins de Botmeur sur le ruisseau de Botmeur (l'autre a disparu lors d'une inondation au début du XXe siècle), le moulin de Kerven (qui appartenait à la commanderie de La Feuillée) sur le Roudoudour, le moulin de Kerrannou, etc.
Adolphe Joanne recense en 1895 onze moulins à blé dans le bassin hydrographique de l'Ellez, dont deux sur le ruisseau de Botmeur, un sur le Kerstrat, deux sur le Cleuziou, deux sur le Roudoumeur, les quatre autres étant sur l'Ellez même.

### Le gué de Mardoul
P. Marzin a ainsi décrit l'Ellez en parlant du gué de Mardoul : « Elle est noble, étalée en un gué superbe, assombri de chênes, violente encore de ses colères mais belle et désirable. (...) L'Ellez, c'est l'extraordinaire parcours d'une eau sacralisée, enfant du Saint-Michel de Braspartz. Elle reste le symbole d'une vie courte et riche (...) ».
Le chaos de Mardoul sur l'Ellez a été longtemps un lieu de passage privilégié pour franchir la rivière : deux très anciens ponts subsistent, à 200 mètres de distance l'un de l'autre, et le gué de Mardoul est facile à franchir en raison des roches multiples qui parsèment le lit du cours d'eau (le « chaos de Mardoul »). Les particularités du lieu expliquent les traces de très anciennes cérémonies religieuses d'une religion pré-chrétienne qui s'y voient encore (cavités circulaires taillées dans la pierre, rigoles sacrificielles).[réf. nécessaire]

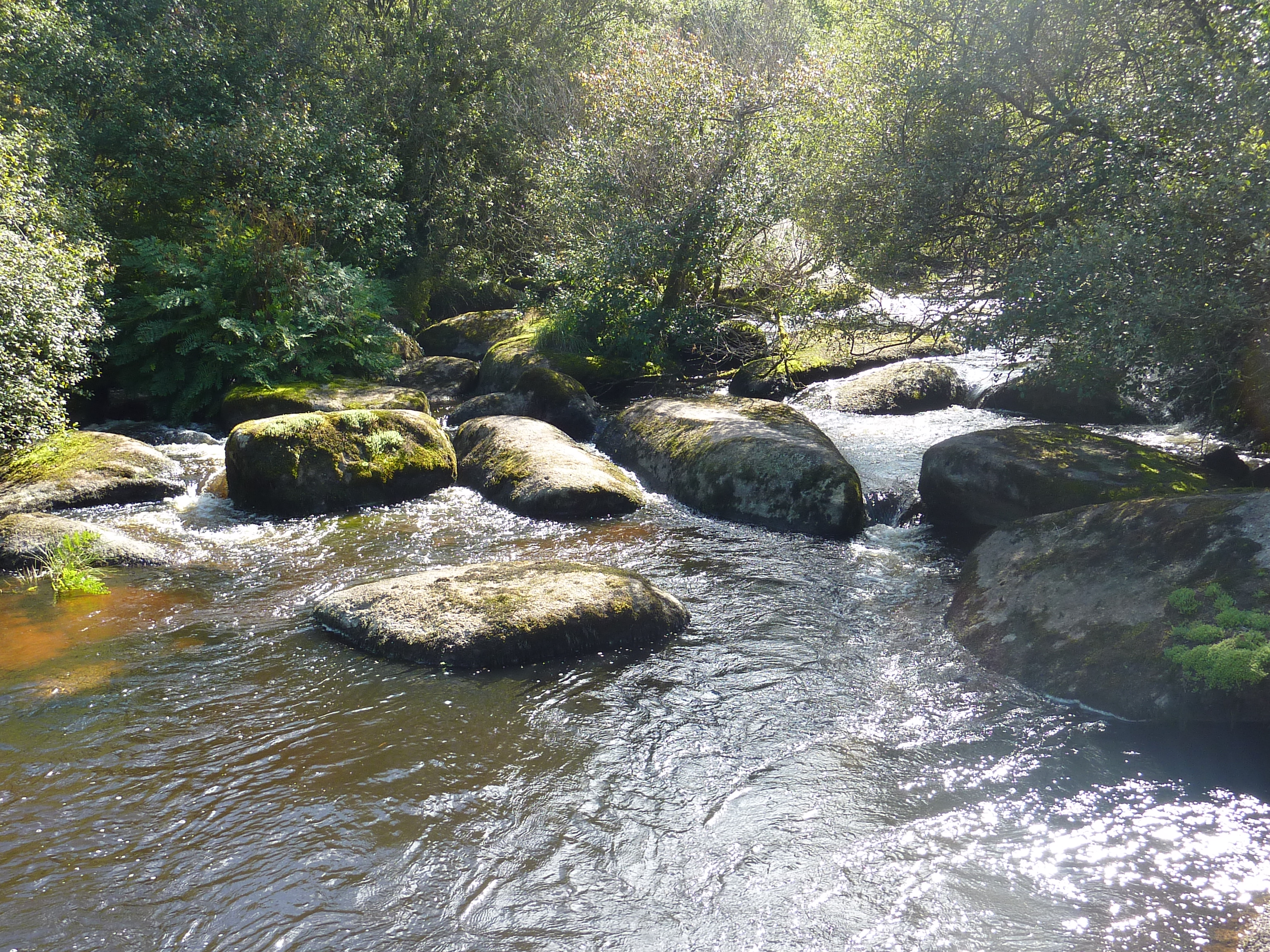
Le chaos de Mardoul sur l'Ellez.
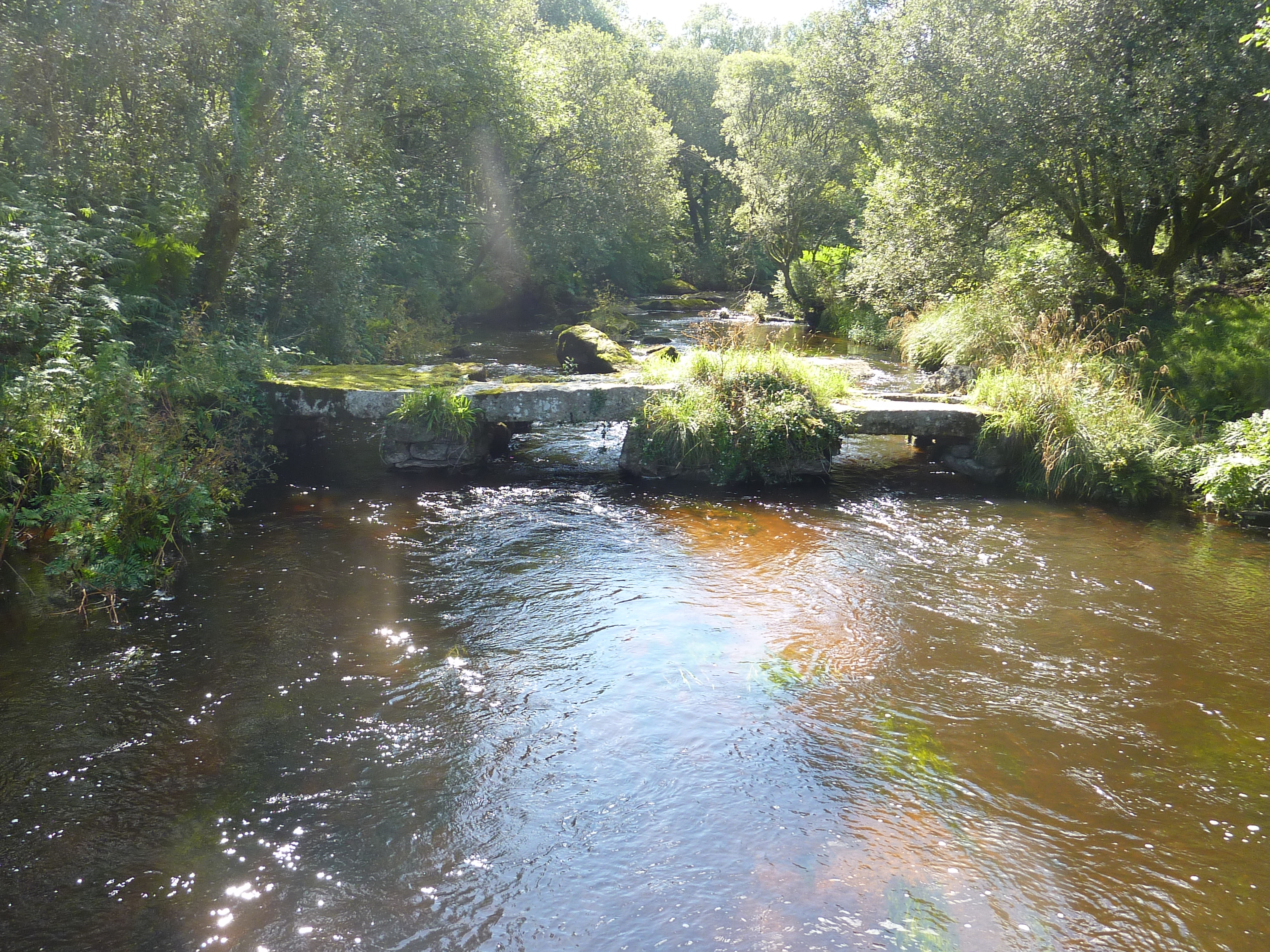
Mardoul : l'ancien pont aval sur l'Ellez (vu de l'aval).
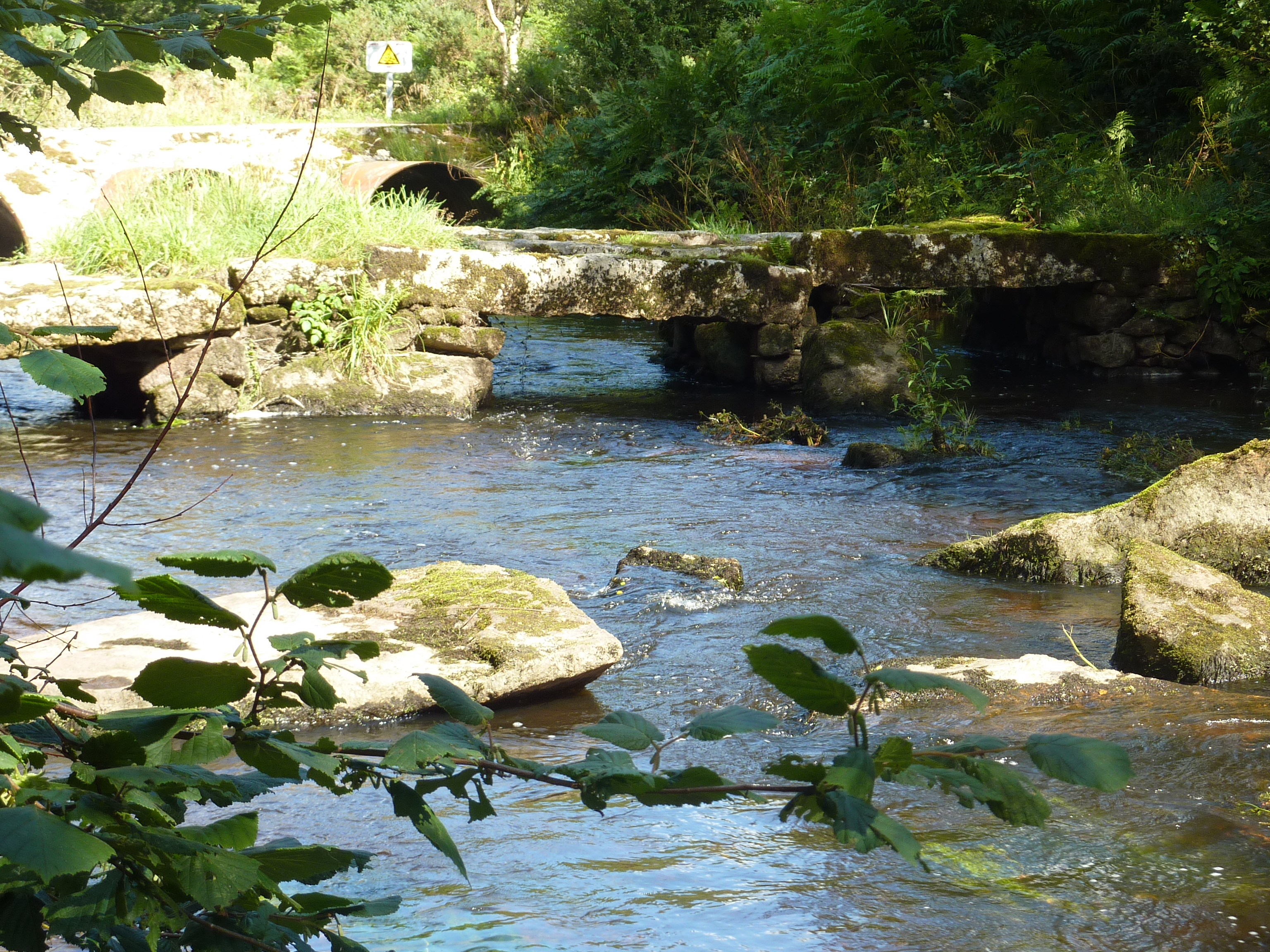
Mardoul : l'ancien pont aval sur l'Ellez (vu de l'amont).

### La cascade de Saint-Herbot
Cette cascade est située au niveau de la rupture de pente provoquée par le contact du plateau granitique situé en amont et de la dépression schisteuse présente juste en aval.
Onésime Reclus décrit ainsi la cascade de Saint-Herbot en 1899 :

« L'Elez, quittant tout à coup le plateau supérieur, la brande et bouillie de Saint-Michel, s'emprisonne dans un bousculis de roches granitiques ; elle cesse de couler, murmurante à peine, pour bondir en grondant et s'affaler de 70 mètres, tantôt cascade et tantôt rapide, du haut en bas d'une dégringolade de roches monstrueuses, les unes chauves et à peine ombrées de mousse, les autres sylvestres ou tout au moins enlierrées et broussailleuses. »

Adolphe Joanne la décrit de cette manière :

« Très belle après les fortes pluies, le long d'une montagne de granite recouverte de chênes, de hêtres, de sorbiers ; elle s'abîme dans un gouffre parsemé d'énormes rochers. Cette chute d'eau varie énormément selon la saison : un filet d'eau claire par le temps sec, un torrent impétueux, limoneux, rougeâtre, après les pluies. »

Charles Le Goffic la décrivit ainsi dans Croc d'argent en 1922 :

« À cet endroit, l'Ellez, qui serpentait sur un plateau fort élevé, fait une chute brusque de 70 mètres de haut ; il fonce en furieux sur la barricade de rochers qui obstrue son cours et tantôt disparaît sous leurs arches, tantôt bondit par-dessus et drape d'une poussière nacrée les arbres penchés sous ses eaux. La cascade de Saint-Herbot, longue de plus d'un kilomètre, est l'une des merveilles de ce pays déjà si riche en beautés naturelles. Le vieux marquis, à qui elle appartenait avec l'antique moulin féodal planté de biais à sa boucle, en était justement fier et mettait tous ses soins à lui conserver sa sauvagerie originelle ; il n'avait jamais permis qu'on touchât à cette formidable coulée de blocs cyclopéens pareils, selon l'expression d'Hugo, à de la tempête pétrifiée, et qui donnent à cette partie de l'Arrhée cornouaillais l'aspect d'une région au lendemain de quelque épouvantable convulsion géologique. »

Le même auteur, dans le même ouvrage écrit aussi :
 "J'évoque Saint-Herbot au pied de sa cascade,

 Le cancel dont un ange a ciselé l'arcade,

 La table aux crins, naïf hommage des pastours,

 Le Rusquec et ses bois, et sa vasque, et ses tours,

 Et le val d'Ellez, plein d'odorantes bouffées,

 Où l'on marche ébloui dans un conte de fée."
Une légende explique ainsi la présence des innombrables rochers que l'on voit au niveau de la cascade de Saint-Herbot : un géant auquel le seigneur du Rusquec, ennemi de saint Herbot, avait rendu service, voulut le remercier ; il prit tous les blocs qui couvraient la montagne du Rusquec et les jeta dans la rivière qui passait devant la demeure de l'ermite, pensant qu'ils y formeraient une cascade bruyante qui couvrirait sa voix.

## Documentation
- Camille Clech et Michel Pleven, Loqueffret, Association « Sur les traces de François Joncour », mai 1996
- Le site HYDRO.